# Скорбач, Павел Дмитриевич
Павел Дмитриевич Скорбач (род. ?; ум. 4 февраля 1976 года в Калуге) — советский партийный деятель. Член РКП(б) с 1917 года.
Участник установления советской власти в Калуге и Калужской губернии. Организатор и с января 1918 года первый начальник Калужской Красной Гвардии. С 26 апреля по июль 1918 года председатель Совнаркома Калужской Советской Республики.
Участник Гражданской войны. С января 1919 года комиссар 1-го Украинского полка железнодорожной обороны.
В декабре 1919 года после освобождения Киева от белогвардейцев — член Киевского временного революционного комитета (вместе с М. Кручинским и А. Сагаловым).
В 1920 году — помощник начальника тыла 12-й армии по политической части.
В марте 1921 года избран делегатом 10 съезда РКП(б) с правом решающего голоса от Полтавской губернской парторганизации.
В последующие годы по состоянию здоровья отошел от активной политической деятельности. С середины 1920-х работал заведующим Калужским губернским архивным бюро.
С 1940-х гг. — персональный пенсионер.